# Station Meols Cop
Meols Cop is een spoorwegstation van National Rail in Sefton in Engeland. Het station is eigendom van Network Rail en wordt beheerd door Northern Rail. 